# Upp till camping
Upp till camping (även Upp till kamping) (engelska: Camping Out) är en amerikansk animerad kortfilm med Musse Pigg från 1934.

## Handling
Musse Pigg och hans vänner är ute och campar, när en mygga kommer och förstör stämningen. Det blir värre när flera av myggans vänner kommer och ställer till ännu större problem.

## Om filmen
Filmen är den 64:e Musse Pigg-kortfilmen som producerades och den andra som lanserades år 1934.
Filmen hade svensk premiär den 24 september 1934 på biografen Röda Kvarn i Stockholm.

## Rollista (i urval)
- Walt Disney – Musse Pigg
- Marcellite Garner – Mimmi Pigg[5]